# Saldutiškis
Saldutiškis (in polacco: Syłgudyszki) è una città del distretto di Utena della contea omonima, nel nord-est della Lituania. Secondo un censimento del 2011, la popolazione ammonta a 343 abitanti.
Costituisce il centro principale della sua seniūnija.

## Nome
Oltre alla variante polacca Syłgudyszki, il centro urbano è indicato anche con i nomi Saldutishkis, Trunkuny, o Saldatiškio (nelle differenti versioni di dialetti locali).

## Storia
Il villaggio viene menzionato per la prima volta in atti ufficiali nel tardo XVIII secolo, quando si attesta l’acquisizione delle terre di Saldutiškis da parte della casata Jałowiecki (Jaloveckis in lituano). Due dei membri più famosi di questa famiglia furono il Generale Bolesław Jałowiecki (Boleslovas Jaloveckis, morto nel 1917) e suo figlio Mieczysław Jałowiecki (1876–1967), diplomatico e agronomo che operava a servizio della Seconda Repubblica di Polonia durante il periodo interbellico. Bolesław creò un parco ricco di varietà botaniche. 
Il centro urbano cominciò a svilupparsi con l’ultimazione dei lavori avvenuta nel 1899 della ferrovia a scartamento ridotto che permetteva di raggiungere Panevėžys e Švenčionėliai. La stazione ferroviaria rispetta i canoni dello stile Zakopane.
Durante la Grande Guerra, la tenuta della famiglia sopraccitata fu abbandonata e saccheggiata. Come conseguenza del conflitto, Saldutiškis entrò a far parte del Regno di Lituania. In quell’epoca, i membri ancora vivi della famiglia Jałowiecki, non furono in grado di rivendicare tale insediamento tra i loro possedimenti; pertanto, dovettero accontentarsi di quelli detenuti entro i confini della nuova Polonia, così come modificati a seguito del Trattato di Versailles. Negli anni Venti, la tenuta fu riconvertita in uffici amministrativi e in una scuola, al fine di favorire l’istruzione. Anche il vecchio granaio cittadino fu convertito in una chiesa parrocchiale. La popolazione, inevitabilmente, crebbe a seguito di condizioni di vita più favorevoli (79 abitanti, stando al censimento nazionale del 1923). L’agricoltura continuò ad essere la forma di sostentamento principale: negli stessi anni fu costruita una segheria al fine di fornire elettricità alla città e ai dintorni.
Il 3 luglio e il 4 agosto 1941, un Einsatzgruppen di soldati tedeschi e nazionalisti lituani uccisero alcuni degli ebrei risiedenti a Saldutiškis. Altri furono spostati nella vicina Švenčionėliai.
Dopo la Seconda guerra mondiale, furono fondate alcune cooperative collective farms (Kolkhoz) e l’istituto scolastico fu trasformato da scuola primaria divenne secondaria. Saldutiškis crebbe a 309 residents nel 1957, 388 nel 1970, e 434 nel 1979.

## Araldica
Il 30 luglio 2002, il Presidente della Lituania confermò lo stemma della città. In esso è visibile un cervo argentato con due rami di pino su cui crescono delle pigne dorate al posto delle corna. Questo è anche il simbolo della vicina foresta di Labanoras, la più estesa della Lituania.

## Galleria d'immagini

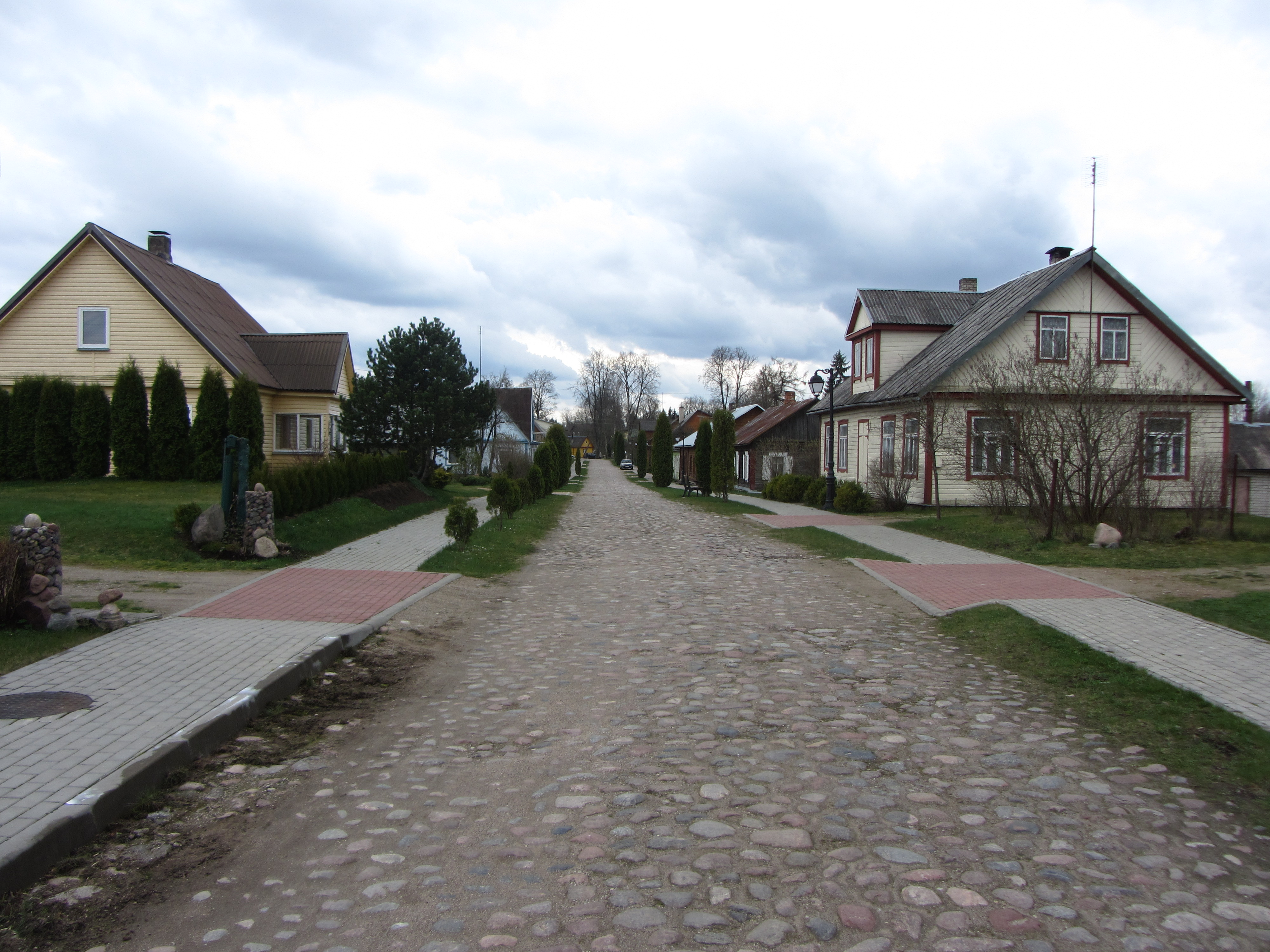
Strada cittadina
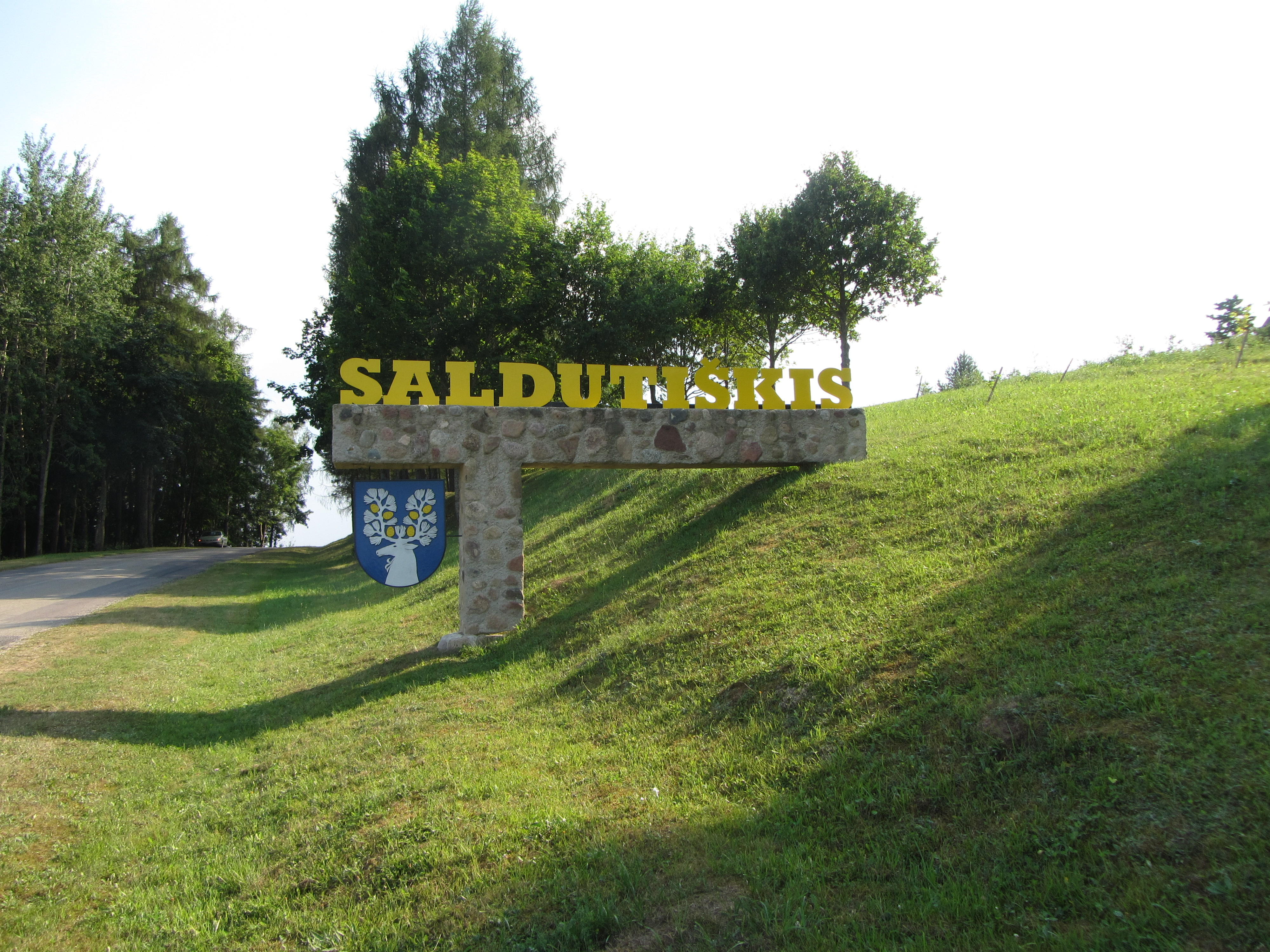
Cartello all’ingresso della città
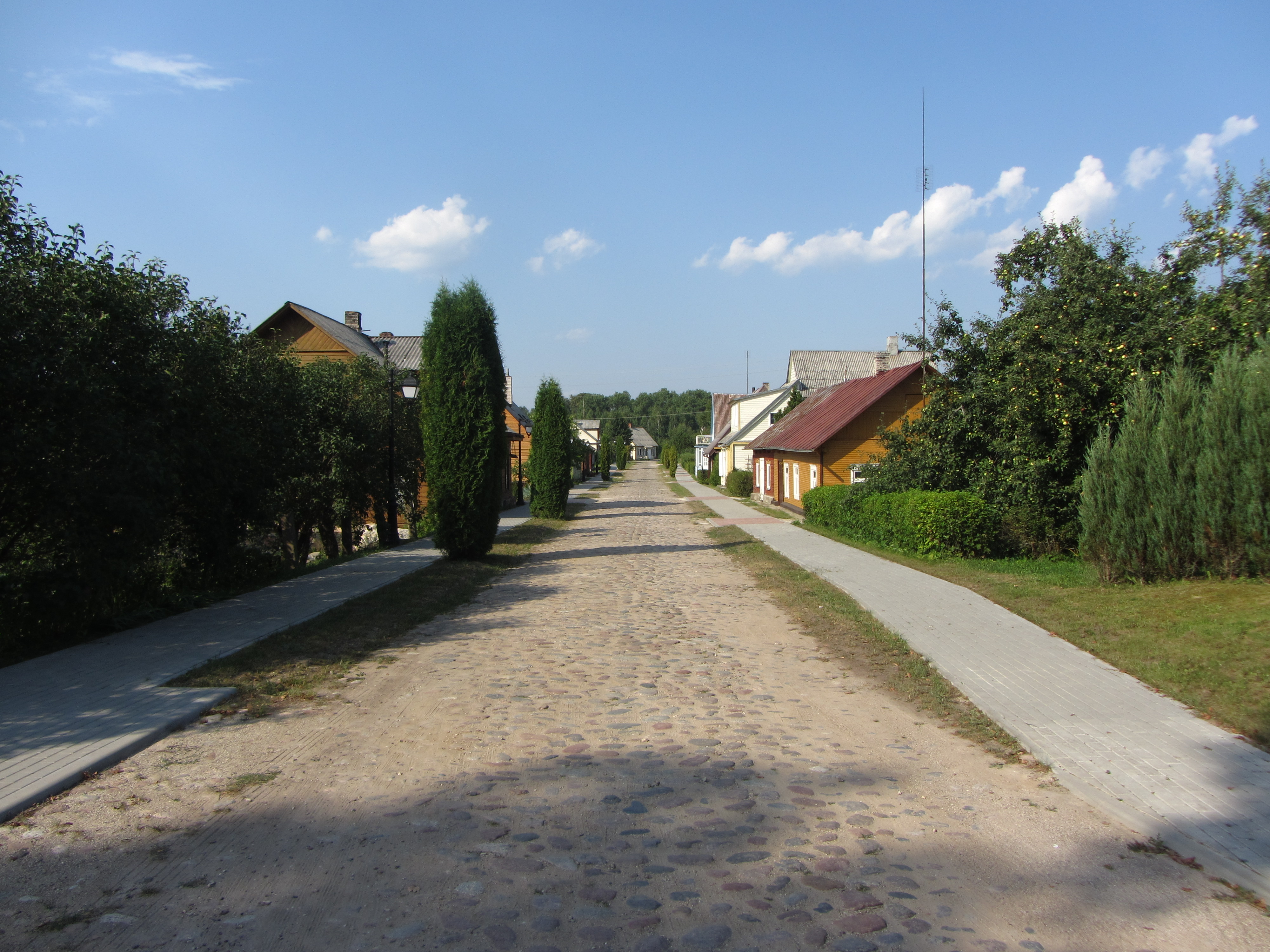
Strada lastricata
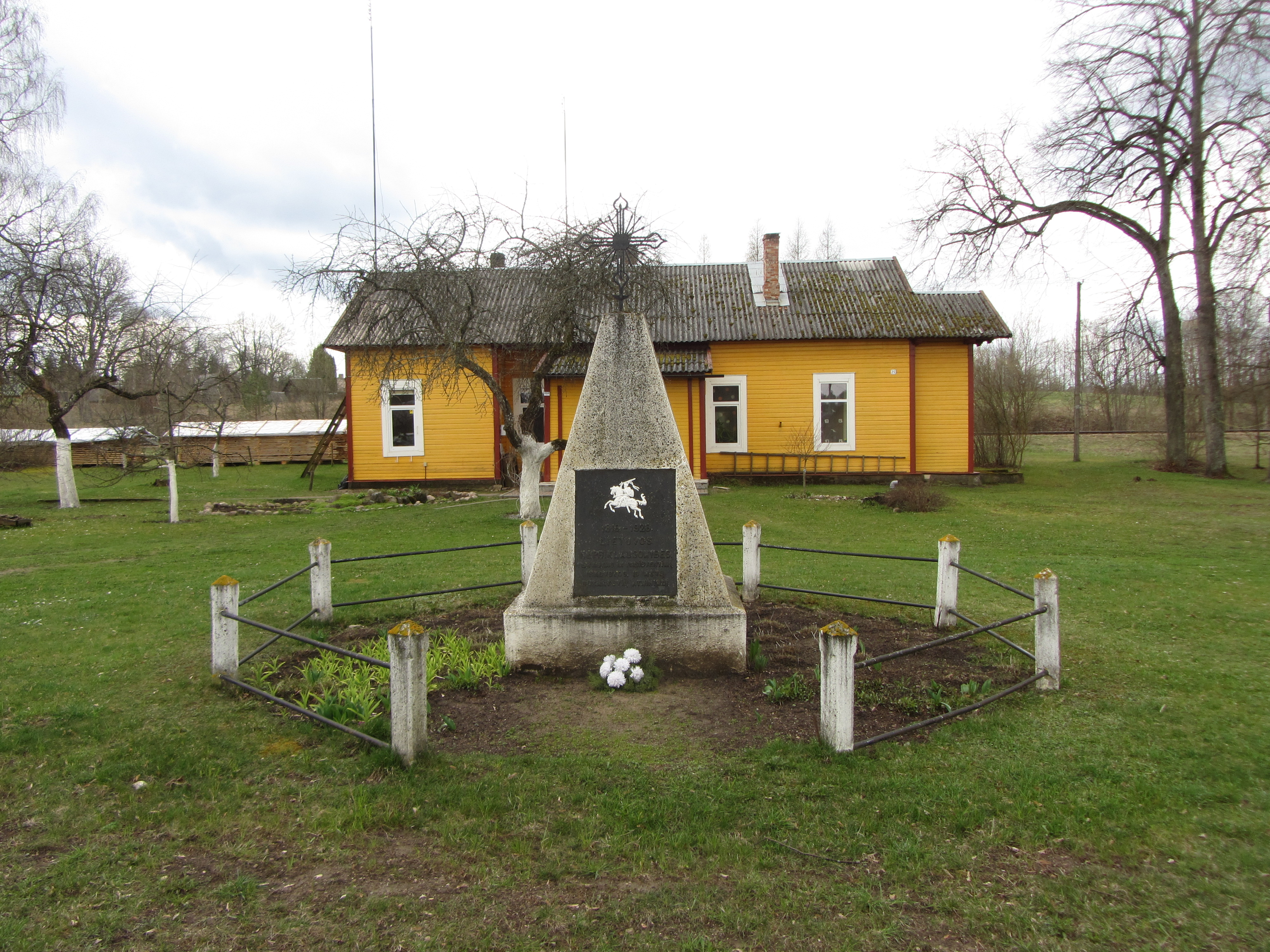
Monumento dell’indipendenza